# Zwerg-Schafgarbe
Die Zwerg-Schafgarbe (Achillea nana) ist eine Pflanzenart aus der Gattung der Schafgarben (Achillea) in der Familie der Korbblütler (Asteraceae). Sie kommt vor allem in den Westalpen vor.

## Beschreibung

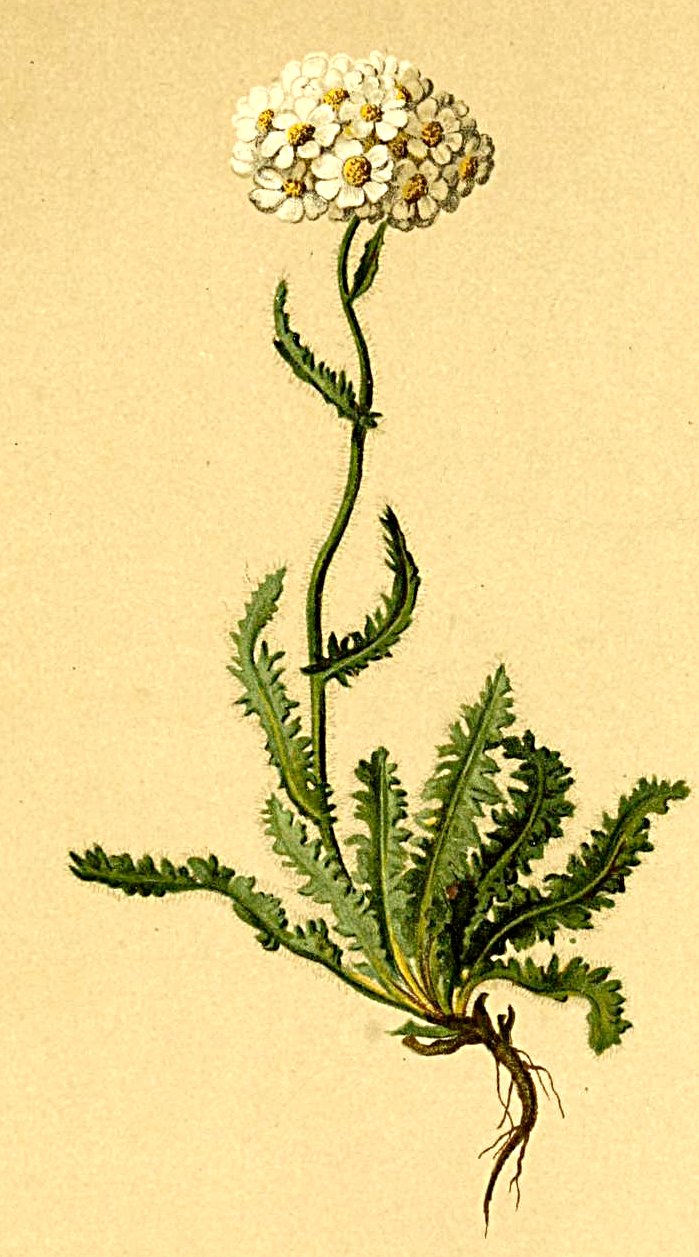
Illustration aus Atlas der Alpenflora

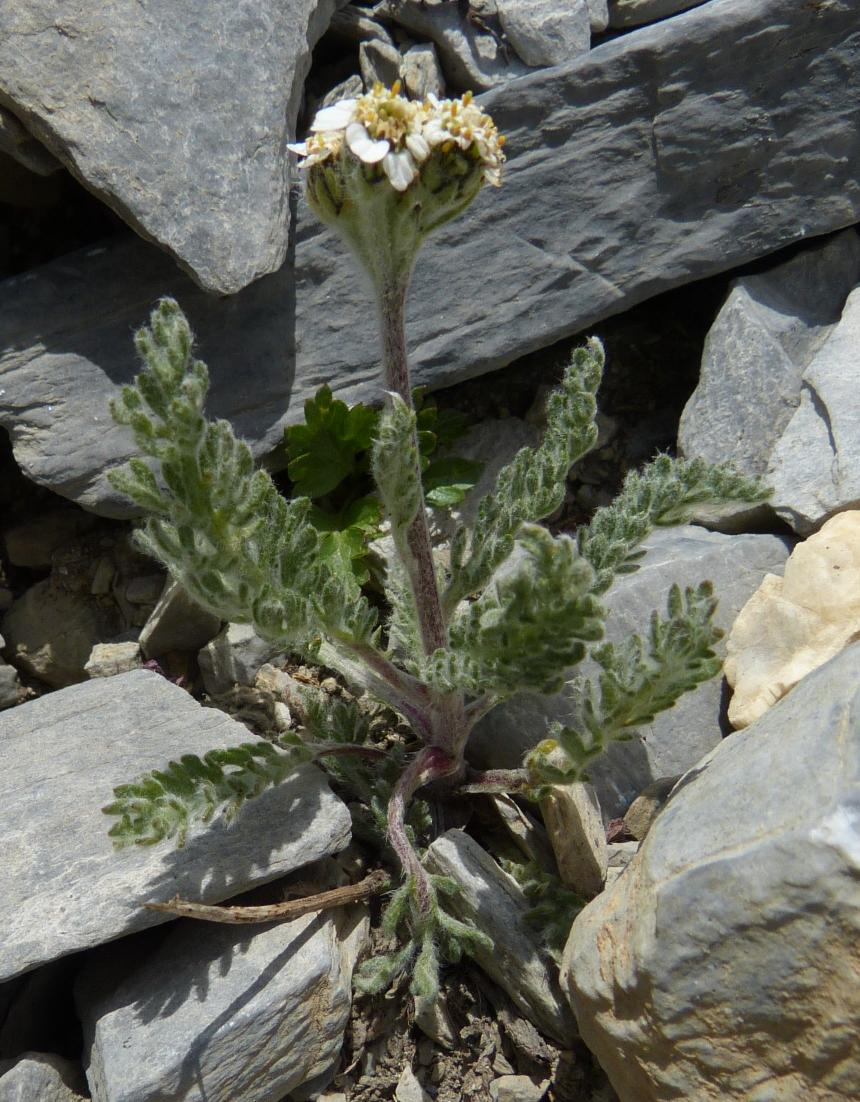
Habitus, Laubblätter und Blütenstand im Detail

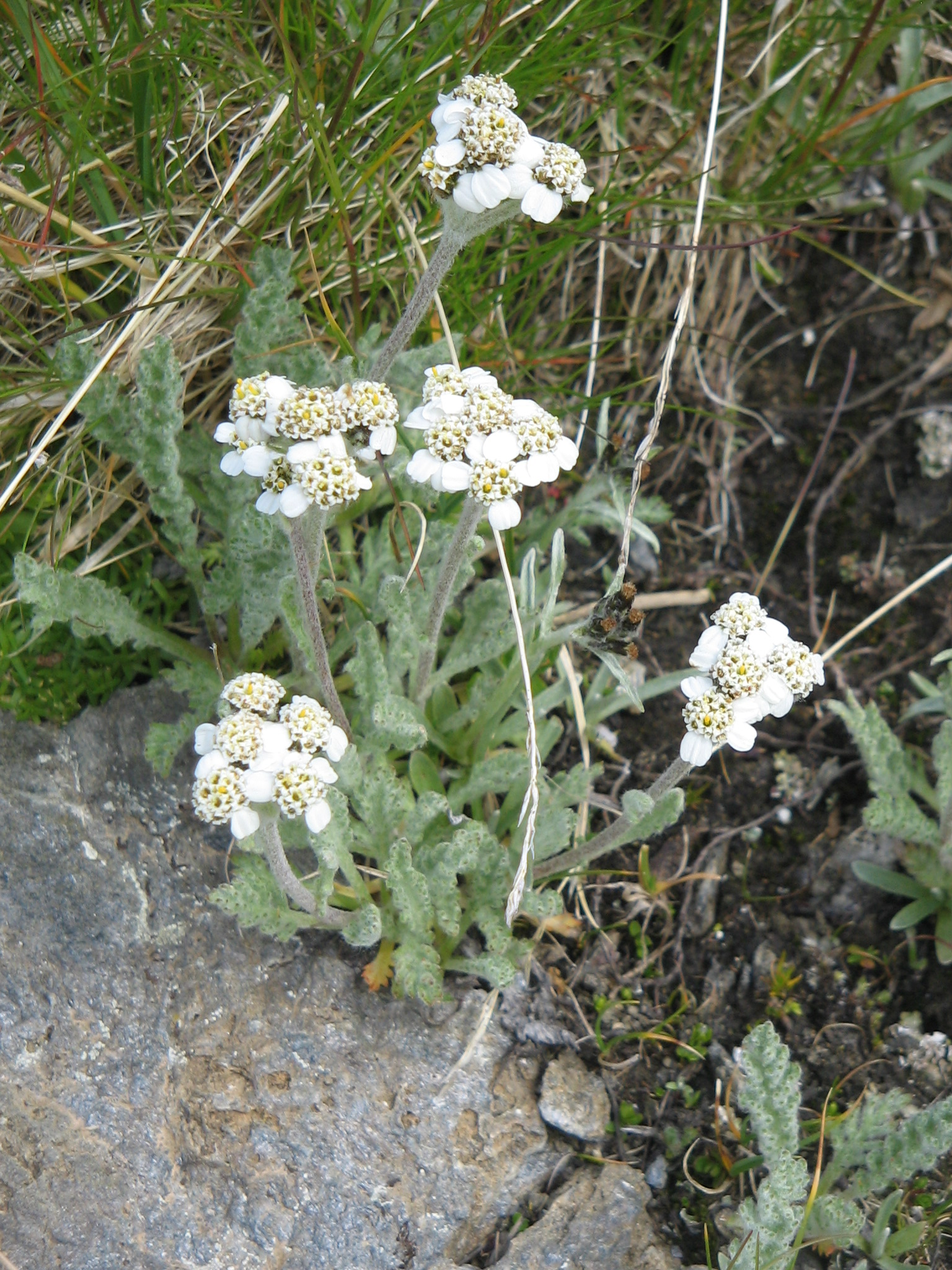
Habitus und Blütenstände

### Vegetative Merkmale
Die Zwerg-Schafgarbe ist eine ausdauernde krautige Pflanze, die polsterartig wächst und Wuchshöhen von 5 bis zu 10 Zentimetern erreicht. Die oberirdischen Pflanzenteile sind dicht, fein mit wolligen, weißen Haaren (Trichome) bedeckt.
Die wechselständig angeordneten Laubblätter sind fiederschnittig und etwa vier- bis achtmal so lang wie breit. Auf beiden Seiten der Blattspindel sind sechs bis zwölf etwa 1 Millimeter breite, ungeteilte oder zwei- bis fünfzähnige Blattzipfel vorhanden.

### Generative Merkmale
Die Blütezeit reicht von Juli bis August. In einem halbkugelförmigen Gesamtblütenstand stehen 5 bis 20 körbchenförmige Teilblütenstände zusammen. Die Korbhülle (Involucrum) ist etwa 5 Millimeter hoch. Die Blütenkörbchen weisen einen Durchmesser von 6 bis 10 Millimetern auf und enthalten nur sechs bis acht weiße Zungenblüten. Die Achäne weist eine Länge von 2 bis 2,5 Millimetern auf. Es ist kein Pappus vorhanden.
Die Chromosomenzahl beträgt 2n = 18.

## Vorkommen
Die Zwerg-Schafgarbe kommt vor allem in den Westalpen vor. Man findet sie in Frankreich, Italien, der Schweiz und Österreich, aber nicht in Deutschland.
Sie gedeiht in schneefeuchten, basenreichen Schieferschuttfluren der alpinen und nivalen Höhenstufe. Achillea nana ist eine Charakterart des Campanulo-Saxifragetum aus dem Verband Drabion hoppeanae, doch kommt sie auch in Pflanzengesellschaften des Verbands Androsacion alpinae vor. Am Obrerothorn bei Zermatt steigt sie bis 3320 Meter Meereshöhe auf.
Die ökologischen Zeigerwerte nach Landolt & al. 2010 sind in der Schweiz: Feuchtezahl F = 3 (mäßig feucht), Lichtzahl L = 5 (sehr hell), Reaktionszahl R = 3 (schwach sauer bis neutral), Temperaturzahl T = 1 (alpin und nival), Nährstoffzahl N = 2 (nährstoffarm), Kontinentalitätszahl K = 3 (subozeanisch bis subkontinental).

## Trivialnamen
Nur regional gebräuchlich sind die Trivialnamen Falscher Genepi, Falscher Genipi, Schwarzrauch, Unser Frauen Schwarzrauch und Wildmännlichrut (Graubünden bei Davos).